# Yū Yamada
Yū Yamada (山田 優?, Yamada Yū; Onna, 4 luglio 1984) è un'attrice, modella e cantante giapponese.
Shintaro Yamada è suo fratello. Ha sposato l'attore Shun Oguri il 14 marzo 2012.

## Vita e carriera
Laureata presso la scuola teatrale di Okinawa, ha iniziato a lavorare come modella e successivamente come cantante nel gruppo y'z factory composto da altri due membri della sua scuola: fino al 2002, anno in cui venne sciolto, il gruppo pubblicò 6 singoli e un album.
Debutta in televisione nel 2001; ciò la porta a recitare in molti ruoli drammatici in vari dorama di successo, tra cui Orange Days e Seigi no mikata. Ha partecipato inoltre anche ad alcuni film per il cinema. Nel frattempo ha fatto anche molte pubblicità per ditte di rilievo di telefonia, alimentari e cosmetici.
Nel 2006 ha debuttato come solista.

## Filmografia

### Cinema
- ROUTE 58 (2003) - Rin
- Kiseki wa Sora Kara Futte Kuru (2005) - Reiko Aoyama
- Akihabara@Deep (2006) - Akira
- Pulukogi (2007)
- Surf's Up - I re delle onde (2007) - Voce di Lani Aliikai
- Kanna-san, Daiseiko Desu! (2008) - Kanna
- Nodame Cantabile saishū gakushō - Zenpen (2009)

### Televisione
- Kabachitare! (2001)
- Kindaichi shōnen no jikenbo (serie televisiva) (2001)
- Kangei Danjiki Goikkou-sama (2001)
- Shiawase no Shippo (2002)
- Cosmetic (2003)
- Aisuru Tame ni Aisaretai Loved to Love (2003)
- Sore wa, Totsuzen, Arashi no you ni... (2004)
- Orange Days (2004)
- Be-Bop High School (2004)
- Nihon no Kowai Yoru "Daiseikubi" (2004)
- X'mas Nante Daikirai (2004)
- Tales of Japan (2004)
- Be-Bop High School 2 (2005)
- Fukigen na Gene (2005)
- Yume de Aimashou (2005)
- Yonimo Kimyona Monogatari "Happunkan" (2005)
- Satomi Hakkenden (2006)
- Tsubasa no oreta tenshitachi "Actress" (2006)
- Zenibana (2006)
- Damens' Walker (2006)
- Karei ni Naru Ichizoku (2007)
- Zenibana 2 (2007)
- Nodame Cantabile in Europe (2008)
- Gokusen 3  (2008)
- Binbō danshi (2008)
- Seigi no mikata (2008)
- Akuma no Temari Uta (2009)
- Mei-chan no Shitsuji (2009)
- Gakeppuchi no Eri (2010)

### Anime
- Paradise Kiss (2005) - Yukari Hayasaka